# Peteinós
Peteinós är en ort i Grekland.   Den ligger i prefekturen Nomós Xánthis och regionen Östra Makedonien och Thrakien, i den nordöstra delen av landet, 400 km norr om huvudstaden Aten. Peteinós ligger 44 meter över havet och antalet invånare är 1 014.
Terrängen runt Peteinós är varierad. Runt Peteinós är det ganska tätbefolkat, med 60 invånare per kvadratkilometer. Närmaste större samhälle är Xánthi, 3,9 km norr om Peteinós. Trakten runt Peteinós består till största delen av jordbruksmark.